# Monte Testaccio

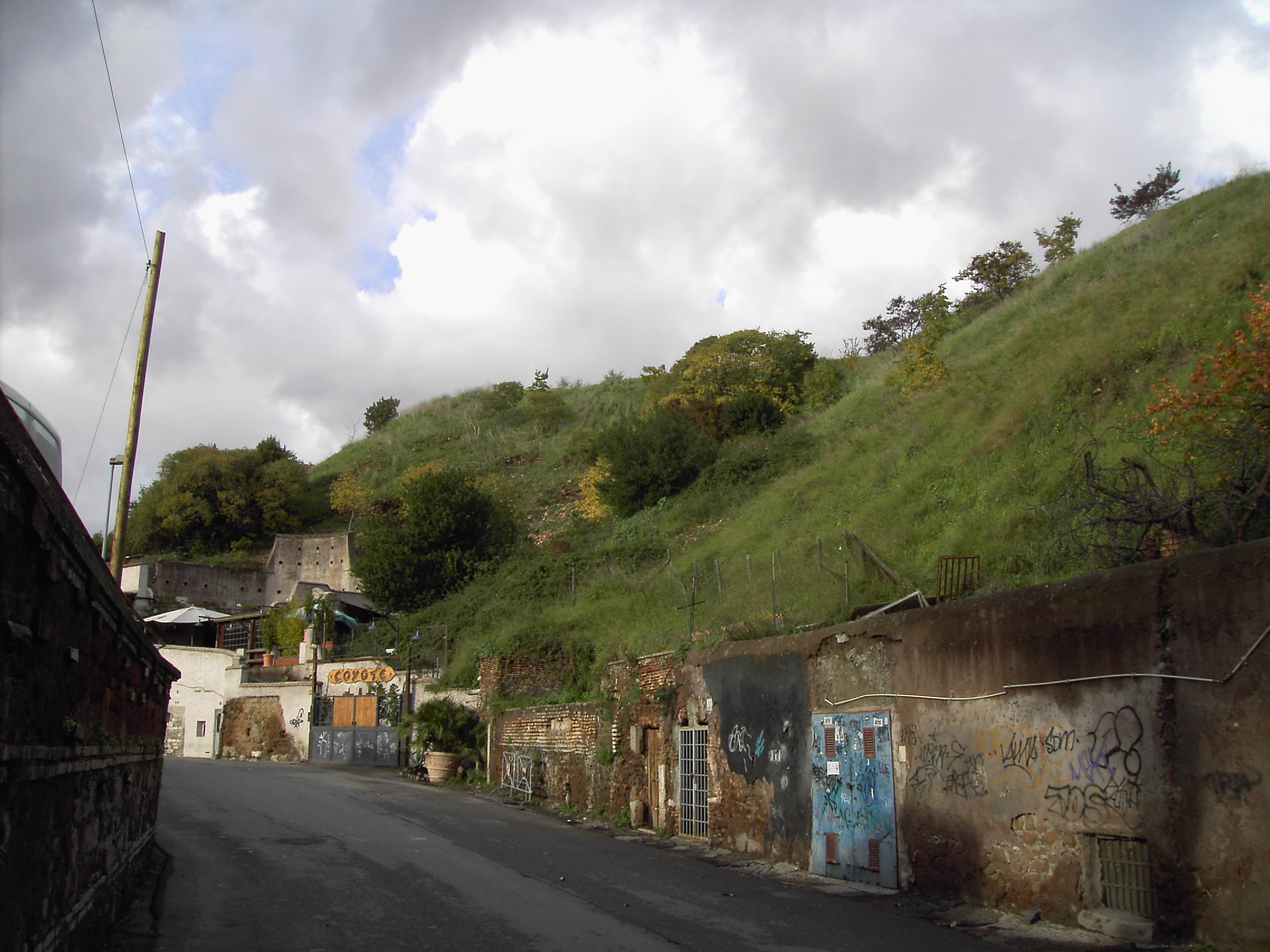
Monte Testaccio.

Monte Testaccio, ungefär "skärvberget", är en konstgjord kulle som skapades genom deponering av krossade lerkärl under antiken i stadsdelen Testaccio strax söder om Aventinen i Rom. Namnet är hopsatt av det latinska namnet och det italienska namnet för lerskärva: "testa" respektive "cocci" och kullen kallas även Monte dei Cocci.
Berget består av lerskärvor från lerkärl, amforor, som varor transporterades i till Roms hamn under antiken. Amfororna återanvändes vanligen, men transportkärlen för bland annat olivolja var engångsförpackningar. Olivoljan hälldes över i stora kar av lera och amforan slogs sönder. Monte Testaccio består av skärvorna från dessa och är 35 meter högt. Det har beräknats innehålla 53 miljoner kärl som sammanlagt innehållit sex miljarder liter olivolja.
Deponeringen inleddes någon gång under de första årtiondena efter Kristus då skärvorna placerades planlöst. Senare skedde den på ett kontrollerat sätt där skärvorna placerades i terrasser och för att ta bort stanken från ruttnande olivolja kalkades lagren. Kalken fungerade då som ett bindemedel till kullen och har bevarat skrivtecken på skärvorna. Skrivtecknen är märken från till exempel oljeproducenterna, skepparna och tullen vilket ger förutsättningar för att undersöka romarrikets ekonomiska, byråkratiska och logistiska apparat för produktion och distribution av livsmedel.
Under medeltiden användes kullen till skådespel och under påsken genomfördes religiösa ritualer där Monte Testaccio fungerade som Golgata, Jesu korsfästningsplats. Runt kullen grävdes vinkällare in under 1600-talet eftersom skärvorna skapar en värmeväxlare där den luftiga högen kyler den varma sommarluften och kyls av vinterluften. En del av kullens skärvor har använts som fyllnadsmassor vid byggen i närheten.